# Championnat de Belgique féminin de football 2018-2019
Navigation
Saison précédente Saison suivante
La saison 2018-2019 de Super League belge de football féminin est la quatrième édition depuis la suppression de la BeNe Ligue. 

## Format
Six clubs se rencontrent quatre fois en match aller et retour, après la 20e journée, les quatre premières équipes jouent les play-offs pour le titre de Champion.

## Clubs de la saison 2018-2019
| Nom du club          | Entraîneur       | DC   | Stade                         | Capacité | Nb T. |
| -------------------- | ---------------- | ---- | ----------------------------- | -------- | ----- |
| Standard de Liège    | Hamide Lamara    | 1971 | Académie Robert Louis-Dreyfus | 800      | 20    |
| RSC Anderlecht       | Patrick Wachel   | 1971 | Centre National Tubize        | 1 000    | 4     |
| KAA La Gantoise      | Dave Mattheus    | 1996 | Stade PGB                     | 2 500    | /     |
| KRC Genk Ladies      | Guido Brepoels   | 1971 | Plaine Turkse Rangers         | 1 000    | /     |
| KSK Heist            | Anthony Michiels | 1973 | Stade communal                | 7 000    | 3     |
| Oud-Heverlee Louvain | Kris Vangelooven | 1986 | Stade communal                | 3 300    | /     |

| \| Standard de Liège RSC Anderlecht KAA La Gantoise Ladies Genk KSK Heist Oud-Heverlee Louvain \| |
| Standard de Liège RSC Anderlecht KAA La Gantoise Ladies Genk KSK Heist Oud-Heverlee Louvain       |

| Standard de Liège RSC Anderlecht KAA La Gantoise Ladies Genk KSK Heist Oud-Heverlee Louvain |

## Compétition régulière

### Résultats du 1ertour
| Résultats (▼dom., ►ext.)                                   | AND | GAN | GEN | HEI  | OHL | STA  |
| RSC Anderlecht                                             |     | 3-2 | 0-1 | 12-0 | 7-2 | 1-0  |
| AA Gand Ladies                                             | 1-1 |     | 5-2 | 9-1  | 4-0 | 3-0  |
| RC Genk Ladies                                             | 0-0 | 1-2 |     | 8-0  | 1-1 | 1-1  |
| KSK Heist                                                  | 0-9 | 0-8 | 0-5 |      | 0-1 | 0-10 |
| Oud-Heverlee Louvain                                       | 1-2 | 0-3 | 1-3 | 5-1  |     | 2-2  |
| Standard de Liège                                          | -¹  | 2-0 | 4-2 | 8-0  | 0-0 |      |
| - Victoire à domicile - Match nul - Victoire à l'extérieur |     |     |     |      |     |      |

- ¹ Le match Standard de Liège-Anderlecht a été arrêté par l'arbitre à la suite d'incidents entre « supporteurs ». L'Union Belge a infligé aux deux clubs un score de forfait donc aucun des deux équipes n'a récolté de points.

### Résultats du 2etour
| Résultats (▼dom., ►ext.)                                   | AND | GAN | GEN | HEI | OHL | STA  |
| RSC Anderlecht                                             |     | 2-2 | 0-3 | 5-0 | 3-0 | 1-0  |
| AA Gand Ladies                                             | 1-3 |     | 3-3 | 3-0 | 3-1 | 1-3  |
| RC Genk Ladies                                             | 1-2 | 0-0 |     | 7-0 | 3-1 | 1-1  |
| KSK Heist                                                  | 0-7 | 0-6 | 0-7 |     | 0-4 | 0-11 |
| Oud-Heverlee Louvain                                       | 0-3 | 0-4 | 0-3 | 3-0 |     | 1-4  |
| Standard de Liège                                          | 1-4 | 1-0 | 0-0 | 5-0 | 2-1 |      |
| - Victoire à domicile - Match nul - Victoire à l'extérieur |     |     |     |     |     |      |

### Classement[1]
À égalité de points, le nombre de victoires est prépondérant pour départager.
| Rang | Équipe            | Pts | J  | G  | N | P  | Bp | Bc  | Diff |
| ---- | ----------------- | --- | -- | -- | - | -- | -- | --- | ---- |
| 1    | RSC Anderlecht T  | 48  | 20 | 15 | 3 | 2  | 71 | 18  | +53  |
| 2    | KAA La Gantoise   | 37  | 20 | 11 | 4 | 5  | 60 | 23  | +37  |
| 3    | Standard de Liège | 35  | 20 | 10 | 5 | 5  | 55 | 23  | +32  |
| 4    | KRC Genk Ladies   | 35  | 20 | 8  | 7 | 5  | 50 | 27  | +23  |
| 5    | OHL               | 15  | 20 | 4  | 3 | 13 | 24 | 48  | -24  |
| 6    | KSK Heist         | 0   | 20 | 0  | 0 | 20 | 2  | 133 | -131 |

| Légende : | Légende : |
| --------- | --- |
|           | Qualification Play Off |
|           | T : Tenant du titre. Pts points ; G victoires ; N match nuls ; P défaites Bp buts marqués ; Bc buts encaissés ; Diff différence de buts> |

## Play-Offs 1
Les play-offs débutent le 17 avril 2019 et se terminent le 17 mai 2019.

### Résultats
| Résultats (▼dom., ►ext.)                                   | AND | GAN | GEN | STA |
| RSC Anderlecht                                             |     | 3-0 | 2-2 | 3-1 |
| AA Gand Ladies                                             | 0-1 |     | 0-1 | 5-1 |
| RC Genk Ladies                                             | 1-2 | 1-1 |     | 2-0 |
| Standard de Liège                                          | 2-0 | 3-2 | 4-1 |     |
| - Victoire à domicile - Match nul - Victoire à l'extérieur |     |     |     |     |

### Classement
Les quatre premiers de la saison régulière emportent la moitié des points obtenus pour les play-offs.
| Rang | Équipe            | Pts | J | G | N | P | Bp | Bc | Diff |
| ---- | ----------------- | --- | - | - | - | - | -- | -- | ---- |
| 1    | RSC Anderlecht T  | 37  | 6 | 4 | 1 | 1 | 11 | 5  | +6   |
| 2    | Standard de Liège | 27  | 6 | 3 | 0 | 3 | 11 | 13 | -2   |
| 3    | KRC Genk Ladies   | 24  | 6 | 2 | 2 | 2 | 7  | 9  | -2   |
| 4    | KAA La Gantoise   | 23  | 6 | 1 | 1 | 4 | 8  | 10 | -2   |

| Légende : | Légende : |
| --------- | --- |
|           | Championne |
|           | T : Tenant du titre. Pts points ; G victoires ; N match nuls ; P défaites Bp buts marqués ; Bc buts encaissés ; Diff différence de buts> |

## Play-Offs 2

### Résultats
| KSK Heist            | Oud-Heverlee Louvain | 0 - 4   |
| Oud-Heverlee Louvain | KSK Heist            | annulé² |

- ² Sachant que le club ne serait plus en Super League la saison suivante et n'ayant plus assez de joueuses, le KSK Heist a décidé de ne pas disputer la rencontre contre OHL.

## Classement des buteuses
1. Ella Van Kerkhoven (RSC Anderlecht) : 21
2. Amber Maximus (KAA La Gantoise) : 19
3. Sanne Schoenmakers (Standard de Liège) : 14
4. Sarah Wijnants (RSC Anderlecht) : 11
5. Lisa Petry (Standard de Liège), Liv Aerts (KRC Genk Ladies), Noémie Gelders (Standard de Liège)  : 10

## Classement des assists
1. Sarah Wijnants (RSC Anderlecht) : 8
2. Elena Dhont (KAA La Gantoise) : 5
3. Gwen Duijsters (KRC Genk Ladies), Sheryl Merchiers (RSC Anderlecht) :   4
4. Sylke Leynen (KRC Genk Ladies)), Elke Van Gorp (RSC Anderlecht), Mariam Abdulai Toloba (KAA La Gantoise), Amber Maximus (KAA La Gantoise) : 3
5. Shari Van Belle (KAA La Gantoise), Marie Minnaert (KAA La Gantoise : 2

## Quelques chiffres
- Meilleure attaque : RSC Anderlecht 82 buts
- Meilleure défense : RSC Anderlecht 23 buts
- Moins bonne attaque : KSK Heist 2 buts
- Moins bonne défense : KSK Heist 137 buts
- Plus grand nombre de victoires : RSC Anderlecht 19
- Plus grand nombre de victoires consécutives : RSC Anderlecht 10
- Plus grand nombre de victoires à domicile : RSC Anderlecht 9
- Plus grand nombre de victoires à l'extérieur : RSC Anderlecht 8
- Plus grand nombre de nuls :  KRC Genk Ladies 9
- Plus grand nombre de défaites : KSK Heist 21
- Plus grand nombre de buts marqués en un match : RSC Anderlecht-KSK Heist 12 (score final : 12-0)